# 第二石坂トンネル
第二石坂トンネル（だいにいっさかトンネル）は、福岡県京都郡みやこ町犀川崎山〜田川郡赤村大字赤に跨る平成筑豊鉄道田川線の崎山駅 - 源じいの森駅間に所在する延長74.2mの鉄道トンネルである。

## 概要
九州最古の鉄道トンネルであり、1895年（明治28年）に完成した。崎山寄りにある延長33.2mの第一石坂トンネル（だいいちいっさかトンネル）とともに「石坂トンネル」として形成される。
トンネル建設に当たって、技術顧問にドイツ人技師ヘルマン・ルムシュッテルを招いている。トンネル構造は坑門が石積みであり、他は全て赤レンガ積みとなっている。トンネル自体は複線対応として建設されているが、単線用として現在も使用されている。
1999年（平成11年）11月18日には国の登録有形文化財に登録された。

## その他
平成筑豊鉄道には歴史的に重要な建造物も残されており、赤村大字赤にある煉瓦と石で造られた内田三連橋梁も同年に国の登録有形文化財に登録されている。